# Alfred Wilson, Baron Wilson of Radcliffe
Alfred Wilson, Baron Wilson of Radcliffe (* 10. Juni 1909; † 25. Januar 1983) war ein britischer Politiker, der 1975 als Life Peer aufgrund des Life Peerages Act 1958 Mitglied des House of Lords wurde. 

## Leben
Wilson war bei der Genossenschaftlichen Großhandelsgesellschaft CWS (Co-operative Wholesale Society) tätig und wurde dort 1965 Sekretär. Nach dem Tod des bisherigen Chief Executive Officer (CEO) der CWS, Philip Thomas, bei einem Flugzeugabsturz wurde er im Februar 1969 dessen Nachfolger, nachdem er zuvor seit Juni 1968 bereits kommissarischer CEO war. In seiner Amtszeit als CEO setzte er verschiedene bedeutende Entwicklungen innerhalb der CWS durch wie zum Beispiel das Management-Entwicklungsprogramm sowie die Erweiterung des operativen Geschäfts der Co-operative Bank Plc.
Durch ein Letters Patent vom 14. Januar 1975 wurde Wilson als Life Peer mit dem Titel Baron Wilson of Radcliffe, of Radcliffe in the County Palatine of Lancaster, in den Adelsstand erhoben und gehörte bis zu seinem Tod dem House of Lords als Mitglied an.